# Show (film)
Show – polska komedia sensacyjna z roku 2003 w reżyserii Macieja Ślesickiego.
Okres zdjęciowy trwał od 2 października do 23 listopada 2002. Zdjęcia do filmu powstały w Warszawie, Czersku i Śniardwach. Wnętrze domu znajdowało się w hali Wytwórni Filmów Dokumentalnych i Fabularnych.

## Fabuła
Uczestnicy reality show zamknięci są na jednej wyspie oraz podglądani przez kamery ustawione w domu, w którym mieszkają, oraz naokoło niego. Motywy uczestnictwa są różne – ucieczka przed zemstą, chęć przeżycia niesamowitej przygody bądź zdobycia głównej nagrody czy brak możliwości pójścia dokądś indziej. W pewnym momencie ginie jedna uczestniczka reality show, następnie w tajemniczych okolicznościach kolejni uczestnicy. Każdy boi się tego, że zginie jako następny. Z czasem uczestnicy nie wiedzą już tego, co jest prawdą, a co jedynie grą.

## Obsada
- Cezary Pazura – Czarek
- Marian Dziędziel – Zenek
- Edward Żentara – Breja
- Piotr Zelt – Piotr
- Lech Dyblik – Euzebiusz
- Joanna Pierzak – Ala
- Katarzyna Galica – Karina
- Sonia Bohosiewicz – Agnieszka
- Marcin Dorociński – Roman
- Anna Wendzikowska – Monika
- Violetta Arlak – Gruba
- Władysław Grzywna – Realizator, były mąż Doroty
- Sebastian Domagała – chłopak Agnieszki
- Dorota Segda – Dorota (reżyser Show)
- Jerzy Stuhr – Prezes stacji
- Piotr Rzymyszkiewicz – Listonosz, tajny kochanek Grubej
- Jerzy Gorzko – Mąż Grubej
- Maria Broniewska – teściowa Kariny
- Ewa Decówna – Matka Ali
- Andrzej J. Dąbrowski – Mąż Kariny
- Arkadiusz Głogowski – Brat Beatki
- Witold Górzyński – Ksiądz udzielający ślubu
- Mirosław Guzowski – Brat Beatki
- Izabela Dąbrowska – Beatka
- Patrycja Hurlak – Dziewczyna na castingu
- Monika Jarosińska – Dziewczyna Romana
- Radosław Kaim – Żołnierz
- Lech Mackiewicz – Ojciec wielodzietny
- Paweł Mossakowski – Kapral
- Tomasz Sapryk – Zbyszek, przyjaciel Czarka
- Edward Skarga – staruszek przed telewizorem
- Waldemar Walisiak – Pułkownik
- Grażyna Zielińska – Matka Beatki